# Peledmaräne
Die Peledmaräne (Coregonus peled) ist ein Süßwasserfisch aus der Familie der Lachsfische.

## Merkmale
Die Peledmaräne hat einen seitlich abgeflachten, hochrückigen Körper und einem sehr kleinen Kopf mit spitzer Schnauze. Sie erreicht eine maximale Körperlänge von bis zu 75 Zentimeter bei einem Gewicht von ca. 13,8 Kilogramm.

## Lebensweise
Sie ernährt sich von wirbellosen Kleintieren und im Alter auch von Kleinfischen. Der Laichaufstieg beginnt bei in den Monaten Juli bis August. Ihre Laichzeit reicht von September bis November. Bis zu 105.000 Eier werden pro Weibchen auf Kies- und Sandbänken abgelegt. In Russland hat diese Art eine große Bedeutung in der Fischerei.

## Vorkommen
Sie lebt im Unterlauf großer Flüsse und in Seen von Sibirien bis zum Einzugsbereich der Ostsee (Finnland, Schweden, Dänemark) in einer Wassertiefe von etwa 35 Metern.